# Kovačevci (Republika Serbska)
Kovačevci (cyr. Ковачевци) – wieś w Bośni i Hercegowinie, w Republice Serbskiej, w gminie Derventa. W 2013 roku liczyła 37 mieszkańców.